# Przybysław (Jarocin)
Pour les articles homonymes, voir Przybysław.
Przybysław (prononciation : [pʂɨˈbɨswaf]) est un village polonais de la gmina de Żerków dans le powiat de Jarocin de la voïvodie de Grande-Pologne dans le centre-ouest de la Pologne.
Il se situe à environ 6 kilomètres au nord-est de Żerków (siège de la gmina), à 17 kilomètres au nord-est de Jarocin (siège du powiat) et à 59 kilomètres au sud-est de Poznań (capitale régionale).
Le village possédait une population de 327 habitants en 2013.

## Histoire
De 1975 à 1998, le village faisait partie du territoire de la voïvodie de Kalisz.

Depuis 1999, Przybysław est situé dans la voïvodie de Grande-Pologne.